# Božo Jemc
Božo Jemc, slovenski smučarski skakalec, * 10. marec 1940, Bled, † 8. marec 1991.
Jemc je za Jugoslavijo nastopil na Zimskih olimpijskih igrah 1964 v Innsbrucku. Na srednji skakalnici je bil 49., na veliki pa 40. Največji uspeh kariere je dosegel na tekmi turneje štirih skakalnic 28. decembra 1961 v Oberstdorfu, ko je osvojil drugo mesto. Še dvakrat se mu je uspelo uvrstiti med deseterico na turneji štirih skakalnic, 1. januarja 1960 je bil v Partenkirchnu šesti, dva dni kasneje pa v Innsbrucku osmi.